# Dobruja do Norte

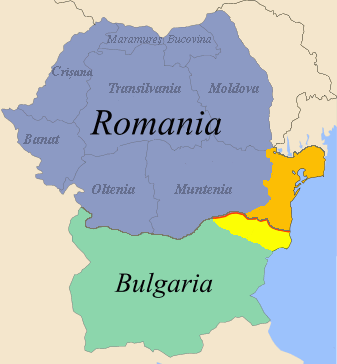
Mapa da Romênia e da Bulgária mostrando a Dobruja do Norte em laranja. Em amarelo, a porção búlgara do território histórico de Dobruja, conhecido como Dobruja do Sul.

Dobruja do Norte ou Dobruja Setentrional (em romeno:  Dobrogea; em búlgaro:  Северна Добруджа - Severna Dobrudzha) é a parte da região histórica de Dobruja atualmente localizada dentro das fronteiras da Romênia. Ela se localiza entre o baixo Danúbio e o Mar Negro, tendo ao sul a região de Dobruja Meridional.

## História
O território esteve sob o domínio do Império Otomano até 1878, quando foi cedida à Romênia como recompensa pela ajuda recebida na Guerra russo-turca de 1877-1878, e também como pagamento pela transferência de uma região que se sobrepunha à Bessarábia do Sul. Sob os termos dos tratados de San Stefano e de Berlim, a Romênia recebeu a Dobruja Setentrional enquanto que o recém-restaurado Principado da Bulgária recebeu a região menor da Dobruja do Sul. Depois da Segunda Guerra Balcânica em 1913, a Romênia também ocupou a porção búlgara e governou-a até a assinatura do Tratado de Craiova em 1940.

## Geografia
No território da Dobruja Setentrional estão atualmente os condados de Constanţa e Tulcea, com uma área total de 15 500 km² e uma população de pouco mais de um milhão de pessoas.

### Cidades
- Constanţa
- Tulcea
- Medgidia
- Mangalia

### Rios
- Casimcea
- Slava
- Taiţa
- Teliţa

### Lagos
- Lago Crapina
- Lago Jijiei
- Lago Traian
- Lago Babadag
- Lago Razim
- Lago Zmeica
- Lago Sinoe
- Lago Taşaul
- Lago Techirghiol